# Ritual (álbum de Unbroken)
Ritual es el álbum debut de la banda de hardcore punk Unbroken, publicado por el sello New Age Records en 1993. Fue lanzado en tres formatos: CD, vinilo LP (negro y gris) y casete.
Este álbum, junto a su sucesor, son parte del compilatorio Death of True Spirit, lanzado por Indecision Records en 2003.

## Lista de canciones
| N.º | Título          | Duración |  |
| 1.  | «Zero Hour»     | 3:45     |  |
| 2.  | «ري چو آل»      | 4:11     |  |
| 3.  | «Shallow»       | 2:52     |  |
| 4.  | «Unheard»       | 2:50     |  |
| 5.  | «My Time»       | 2:48     |  |
| 6.  | «Break Me Down» | 3:36     |  |
| 7.  | «Reflection»    | 3:13     |  |
| 8.  | «Remain»        | 2:30     |  |
| 9.  | «Cold Front»    | 0:37     |  |
| 10. | «Untitled»      | 1:39     |  |
| 11. | «Untitled 2»    | 4:18     |  |

## Créditos
| Banda - David Claibourne – voces - Eric Allen – guitarras - Steven Miller – guitarras - Rob Moran – bajo - Todd Beattie – batería | Producción - Unbroken – producción - Jeff Forest – ingeniero de sonido - Dave Mandel – fotografía - Tom Parham – masterización |